# 喜連川賴氏
喜連川賴氏（日语：／ Kitsuregawa Yoriuji，1580年—1630年7月22日）是日本安土桃山時代至江戶時代初期的喜連川氏武將、大名。下野國喜連川藩初代藩主。父親是小弓公方足利義明的次男足利賴純（賴淳）。

## 生平
在天正8年（1580年）出生，家中次男。天正20年（1593年），哥哥足利國朝在文祿之役中，於前往九州的途中在安藝國病死，於是迎娶哥哥的正室足利氏姬，並繼承足利氏後裔喜連川氏。慶長5年（1600年），雖然在關原之戰中沒有出陣，不過因為在戰後向德川家康派遣祝賀戰勝的使者，於是加增1千石，並成立喜連川藩。
喜連川藩的知行地虽然只有5千石，但是創建江戶幕府的家康仍然重視作為名族的足利氏，於是受到與10萬石國主大名同等的待遇。